# Чіатурський драматичний театр імені Акакія Церетелі
Чіатурський державний драматичний театр імені Акакія Церетелі (груз. ჭიათურის აკაკი წერეთლის სახელობის დრამატული თეატრი) — драматичний театр в найбільшому промисловому центрі Грузії в місті Чіатура. Має ім'я Акакія Церетелі (1840 — 1915) — грузинського поета та громадського діяча, одного з основоположників нової грузинської літератури.

## Історія
У 1897 році в Чіатурі був створений драматичний кружок робочих марганцевих копалень. У 1907 році на його основі був організований напівпрофесійний робочий театр.
Режисерами театру на початку ХХ століття у різні часи були Шалва Дадіані, Василь Урушадзе, В. Шалінашвілі, Михайло Корелі, Олександр Цуцунава та інші. Після встановлення радянської влади у Грузії (1921) Чіатурський робочий театр отримав державного статусу.

## Постановки та трупа
Серед постановок театру: «Мо Квавілеті» Бараташвілі, «Круговорот життя» Какабадзе, «Кріт» Чиджавадзе, «Без провини винуваті», «Господиня готелю».
У театрі працювали Народний артист СРСР Михайло Чубінідзе, народні артисти Грузинської РСР Тамара Абашидзе, Георгій Нуцубідзе. Багато років театром керував народний артист Грузинської РСР Павло Прангішвілі.
У трупі в числі інших знаходилися: народний артист Грузинської РСР Григорій Ткабладзе, заслужені артисти Грузинської РСР Михайло Вашадзе, Валентина Сванелі, Михайло Кусиані, артисти Антон Бараташвілі, Ася Датебашвілі, Давид Джапарідзе, Б. Дурмішидзе, Гіві Модебадзе, Асмат Мосешвілі та інші.